# Campeonato Mundial de Handebol Masculino de 1938
O Campeonato Mundial de Handebol Masculino de 1938 foi a sua  primeira edição do Campeonato Mundial de Handebol. Foi disputado por apenas quatro seleções, com sede na Alemanha.
A seleção da casa venceu todos os seus adversários e sagrou-se a primeira campeã mundial de handebol.

## Fase Final
A fase final foi disputada em dois dias e consistiu em um grupo único onde todos jogavam contra todos, o time que conseguisse maior pontuação seria declarado campeão mundial.
| Pos | Equipe    | Pts | J | V | E | D | GP | GC | SG  |
| --- | --------- | --- | - | - | - | - | -- | -- | --- |
| 1   | Alemanha  | 6   | 3 | 3 | 0 | 0 | 23 | 9  | +14 |
| 2   | Áustria   | 4   | 3 | 2 | 0 | 1 | 16 | 11 | +5  |
| 3   | Suécia    | 2   | 3 | 1 | 0 | 2 | 8  | 13 | −5  |
| 4   | Dinamarca | 0   | 3 | 0 | 0 | 3 | 6  | 20 | −14 |

| 5 de Fevereiro | Alemanha  | 11–3 | Dinamarca |  |
| 5 de Fevereiro | relatório |      |           |  |
| 5 de Fevereiro |           |      |           |  |

| 5 de Fevereiro | Suécia    | 2–1 | Dinamarca |  |
| 5 de Fevereiro | relatório |     |           |  |
| 5 de Fevereiro |           |     |           |  |

| 6 de Fevereiro | Alemanha  | 7–2 | Suécia |  |
| 6 de Fevereiro | relatório |     |        |  |
| 6 de Fevereiro |           |     |        |  |

| 6 de Fevereiro | Áustria   | 5–4 | Suécia |  |
| 6 de Fevereiro | relatório |     |        |  |
| 6 de Fevereiro |           |     |        |  |

| 6 de Fevereiro | Alemanha  | 5–4 | Áustria |  |
| 6 de Fevereiro | relatório |     |         |  |
| 6 de Fevereiro |           |     |         |  |

| 6 de Fevereiro | Áustria   | 7–2 | Dinamarca |  |
| 6 de Fevereiro | relatório |     |           |  |
| 6 de Fevereiro |           |     |           |  |

## Premiações
| Gold | Silver | Bronze |
| --- | --- | --- |
| Alemanha | Áustria | Suécia |
| Karl Herbolzheimer Herbert Scmidt Gerard Brüntgens Walter Homke Hans Keiter Kurt Lubenow Kurt Mahnkopf Hans Obermark Günther Ortmann Gerd Schauer Will Steininger Hans Theilig Adolar Woczinski Philipp Zimmermann | Franz Axmann Otto Cerny Hans Houschka Zdenko Kucera Robert Leu Otto Licha Ferdinand Mantler Anton Perwein Alfred Schmalzer Alois Schnabel Rudolf Tauscher Jaroslav Volak Leopold Woh | Sven Åblad Torsten Andersson Erik Floberg Åke Forslund Stig Hjortsberg Sture Hultberg Åke Kallerdahl Yngve Lamberg Roland Nilsson Allan Rollander Sigfrid Schonning Tage Sjöberg Gustaf Adolf Thoren |

| Campeonato Mundial de Handebol Masculino de 1938 |
| Campeão                                          |
| ------------------------------------------------ |
| Alemanha 1º Título                               |